# Table Grove, Illinois
Table Grove là một làng thuộc quận Fulton, tiểu bang Illinois, Hoa Kỳ. Năm 2010, dân số của làng này là 416 người.

## Dân số
Dân số qua các năm:
- Năm 2000: 396 người.
- Năm 2010: 416 người.